# Marmaduke Arundel "Duke" Wetherell
Marmaduke Arundel "Duke" Wetherell (Bodmin, Cornualles, Reino Unido, 1883  – Johannesburgo, Sudáfrica, 25 de febrero de 1939 ), conocido como M. A. Wetherell fue un actor, guionista, productor y director de cine y  padre del actor Ian Colin.

## Actividad profesional
Wetherell actuó desde 1916 en películas sin sonido tanto en el Reino Unido como en Sudáfrica, y también dirigió algunos filmes que no tuvieron éxito.
Produjo, dirigió y fue el protagonista principal de Livingstone (1925) y Robinson Crusoe (1927) y quedaron frustrados, en cambio, los proyectos de producir una biografía de Lawrence of Arabia que se llamaría Revolt in the Desert que iba a ser fotografiada por Freddie Young que había sido el totógrafo de sus filmes bélicos The Somme (1927) y Victory (1928).

## Fraude fotográfico del Monstruo del lago Ness
El 12 de marzo de 1994, Chris Spurling, yerno de Marmaduke Wetherell afirmó  que este había organizado la falsificación de una fotografía en la que supuestamente aparecía el  Monstruo del lago Ness. Spurling afirmó en su lecho de muerte que dicha fotografía, la cual inspiró un gran interés popular por el monstruo, era en realidad un montaje de arcilla pegada a un submarino de juguete. Wetherell, uno de los grandes cazadores, había sido convencido falsamente para buscar a un monstruo imaginario en los alrededores que resultó ser una broma de niños, lo que provocó que fuese ridiculizado públicamente por Daily Mail, el diario que lo empleó. Por consiguiente, Marmaduke Wetherell realizó una broma para tomar venganza, y trabajó en esta con Spurling, quien era un especialista en la escultura, Ian Marmaduke (su hijo) quien compró el material para el Nessie falso y Maurice Chambers (un agente de seguros), quien llamaría a Robert Wilson (un cirujano) para que publicara las fotografías, utilizándolo para darle más credibilidad a la misma. Sin embargo y a pesar de la confesión, esta foto ya había sido difundida por todo el mundo como una «evidencia absoluta»; lo cual colocó definitivamente en la cultura popular.

## Filmografía
Actor
- Robinson Crusoe (1927) …Robinson Crusoe
- Livingstone (1925) …David Livingstone
- Women and Diamonds (1924) …Barry Seaton
- Darkness (1923, cortometraje)
- Curfew Must Not Ring Tonight (1923, cortometraje) Oliver Cromwell
- Through Fire and Water (1923) …Craill
- His Wife's Husband (1922) …Edgar Armstrong
- Sam's Kid (1922) …Henry Jackson
- Man and His Kingdom (1922) …Gregory Dane
- Swallow (1922) …Piet van Vooren
- Wee MacGregor's Sweetheart (1927) …John Robertson
- The Vulture's Prey (1922) …W.W. Moschelles, alias Kiriak, alias The Vulture
- The Madcap of the Veld (1921) …Gert Myberg
- The Man Who Was Afraid (1920) …Sir Francis Tawse / 'Bill Portsmouth'
- Prester John (1920) …Capt. James Arcoll
- Isban: Or the Mystery of the Great Zimbabwe (1920) …Adam Varney
- Thoroughbreds All (1919) …Obispo Weston
- With Edged Tools (1919) …Guy Oscard
- The Rose of Rhodesia (1918) …Jack Morel
- A Border Scourge (1917) …Richard Arnthwaite
- Sonny's Little Bit (1917, cortometraje) …  Benson
- De Voortrekkers (1916) …Karel Landman
- The Splendid Waster (1916) …James Watson
- A Kract Affair (1916, cortometraje) …rematador
- The Illicit Liquor Seller (1916, cortometraje)…Tom Gibson
- The Silver Wolf (1916, cortometraje)…Juez
- A Zulu's Devotion (1916, cortometraje)…policía a caballo

Director
- Safari (1937)
- Hearts of Oak (1933)
- Wanderlust (1933)
- A Moorland Tragedy (1933, cortometraje)
- Victory (1928)
- The Somme (1928)
- Robinson Crusoe (1927) …Robinson Crusoe
- Livingstone (1925) …David Livingstone
- Sam's Kid (1922)

Guionista
- Robinson Crusoe (1927) …Robinson Crusoe
- Livingstone (1925) …David Livingstone

Productor
- Roses of Picardy (1927)
- Robinson Crusoe (1927) …Robinson Crusoe
- Livingstone (1925) …David Livingstone

Asistente de dirección
- Swallow (1922)